# Marc Laidlaw
Marc Laidlaw (3 de agosto de 1960; Laguna Beach, Estados Unidos) es un escritor estadounidense de ciencia ficción y horror, y exescritor de la compañía de videojuegos Valve. Es famoso por escribir Dad's Nuke y The 37th Mandala, y por trabajar en la serie Half-Life de Valve.

## Biografía
Laidlaw nació y creció en Laguna Beach, California. Asistió a la Universidad de Oregón, donde lo intentó y se desanimó con la programación de tarjetas perforadas. Escribió cuentos y su primera novela, Dad's Nuke, se publicó en 1985. A esto le siguieron varias novelas más durante la próxima década, pero trabajó como secretario legal en San Francisco para ganarse la vida.
Laidlaw había jugado juegos de computadora y Arcade, pero no estaba intrigado hasta que jugó Myst (1993). Se obsesionó con Myst y compró una computadora nueva para poder jugar en su casa de San Francisco. Escribió The Third Force (1996), una novela vinculada basada en el mundo creado por el juego de computadora Gadget. Su juego de PC favorito es Thief: The Dark Project.
Trabajar con diseñadores de juegos lo llevó a sentir que quería ayudar a diseñar un juego real. Se unió a Valve mientras desarrollaban su primer juego, Half-Life (1998), y trabajó en la historia y el diseño de niveles. Después de trabajar en más juegos de Half-Life. Anunció su salida de Valve en enero de 2016, declarando que la razón principal de su partida era su edad, y planeaba volver a escribir sus propias historias originales.
El 25 de agosto de 2017, Laidlaw publicó un trabajo titulado "Epistle 3" que detalla la historia de Half-Life 2: Episode Three que imaginó durante su tiempo trabajando en Valve. En Twitter, en respuesta a una pregunta sobre si "Epistle 3" fue una continuación oficial de la historia de Half-Life, declaró que se trataba de un fanmade que quería hacer hace un tiempo.

## Gameografía
| Año  | Título                   |
| ---- | ------------------------ |
| 1998 | Half-Life                |
| 2004 | Half-Life 2              |
| 2006 | Half-Life 2: Episode One |
| 2007 | Half-Life 2: Episode Two |